# Bacchisa subpallidiventris
Bacchisa subpallidiventris là một loài bọ cánh cứng trong họ Cerambycidae.